# HMS Gladan (S01)
HMS Gladan (S01) är ett av svenska marinens segel/övningsfartyg. Fartyget ingår i Skonertdivisionen tillsammans med HMS Falken (S02). Ritningarna gjordes av dåvarande marindirektören Tore Herlin. Riksdagen beviljade 1,5 miljoner kronor för ändamålet. 
Gladan är numera målad med röd bottenfärg (som tidigare var blå) och som sträcker sig ca 20 cm ovanför vattenlinjen. Spetsen på bogsprötet är numera samma färg som bogsprötet i övrigt, tidigare var även denna blå. Nockarna på rået, toppstängerna och gafflarna har målats vita, för att markera att hon är den först byggda i sitt slag. Äldre bildmaterial visar att även Falken kan ha haft vita nockar.

## Teknisk fakta

### Segel
- Jagare: 41 m²
- Klyvare: 51 m²
- Stagfock: 44 m²
- Bredfock: 97 m²
- Skonertsegel (Gaffelfock): 103 m²
- Förtopp: 39 m²
- Fisherman (Storstängstag): 100 m²
- Storsegel: 163 m²
- Stortopp: 42 m²

Totala segelytan är således 680 m², emellertid används fisherman och bredfocken endast vid mycket sällsynta förhållanden, varför normal segelarea kan sägas vara 483 m². Utöver den vanliga segelsättningen så kan vissa segel revas, topparna kan tas ner och dessutom kan flera av seglen bytas ut mot stormsegel med väsentligt mindre area. På Gladan och systerfartyget Falken halsas toppseglen om vid alla vändningar, vilket annars är ganska sällsynt på skonarsegling i modern tid, troligen för att det är relativt arbetsamt och kräver toppgastar vid salningen för att genomföra manövern.

### Rigg och rundhult
- Löpande tacklingens längd (90 halande parter): ca 5200 m
- Tacklingens totala längd: ca 7200 m
- Antal block: ca 230 st

Undermaster och bogspröt är tillverkade av stål och permanent infästa i skrovet. Längderna är, från för till akter, 8 m, 22,4 m och 23,2 m. Rundhulten är av limmad furu och längderna är:
- Stagfockebom: ca 8,8 m
- Förtoppstång: 12,4 m
- Bredfockerå: 11,6 m
- Skonertgaffel: 8 m
- Skonertbom: 9 m
- Stortoppstång: 13,8 m
- Storgaffel: 10 m
- Storbom: 15 m

- Stortoppens höjd över kvl: 31,4 m

- Bogankare: 350 kg (ett på vardera bog)

## Kappsegling
Skonertdivisionen har vid ett flertal tillfällen deltagit i The Tall Ships' Races tävlingar anordnade av Tall Ships Youth Trust, tidigare Sail Training Association. Resultaten har varierat och vid ett tillfälle har man till och med brutit. Gladan har kommit på första plats några gånger, nämligen:
- 1968 : Göteborg - Fair Isle - Oslo
- 1972 : Helsingfors - Malmö
- 1977 : Spithead - Le Havre
- 1982 : Vigo - Southampton
- 1983 : Gedser Rev - Gotland - Karlskrona
- 1988 : Karlskrona - Helsingfors, Mariehamn - Köpenhamn
- 1990 : Plymouth - Zeebrügge, via La Coruña och Bordeaux.
- 1993 : Newcastle - Bergen
- 1997 : Aberdeen - Trondheim - Göteborg

## Bilder

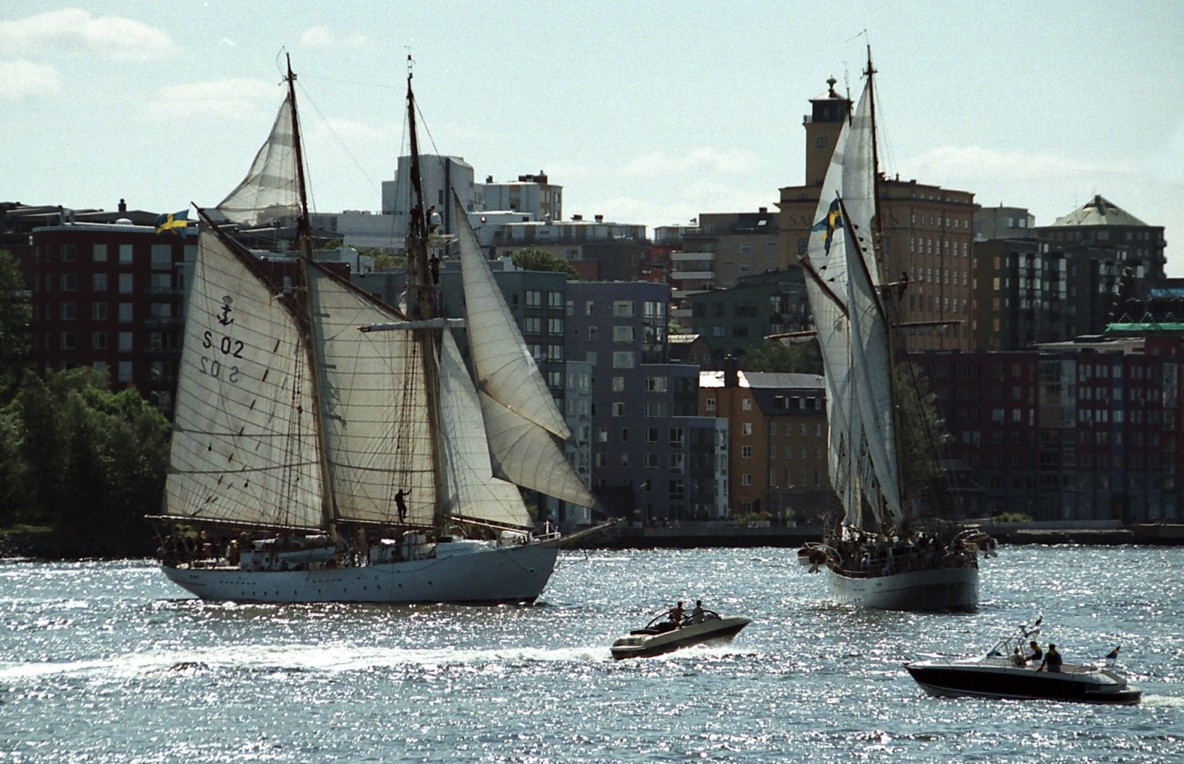
Gladan och HMS Falken (S02).
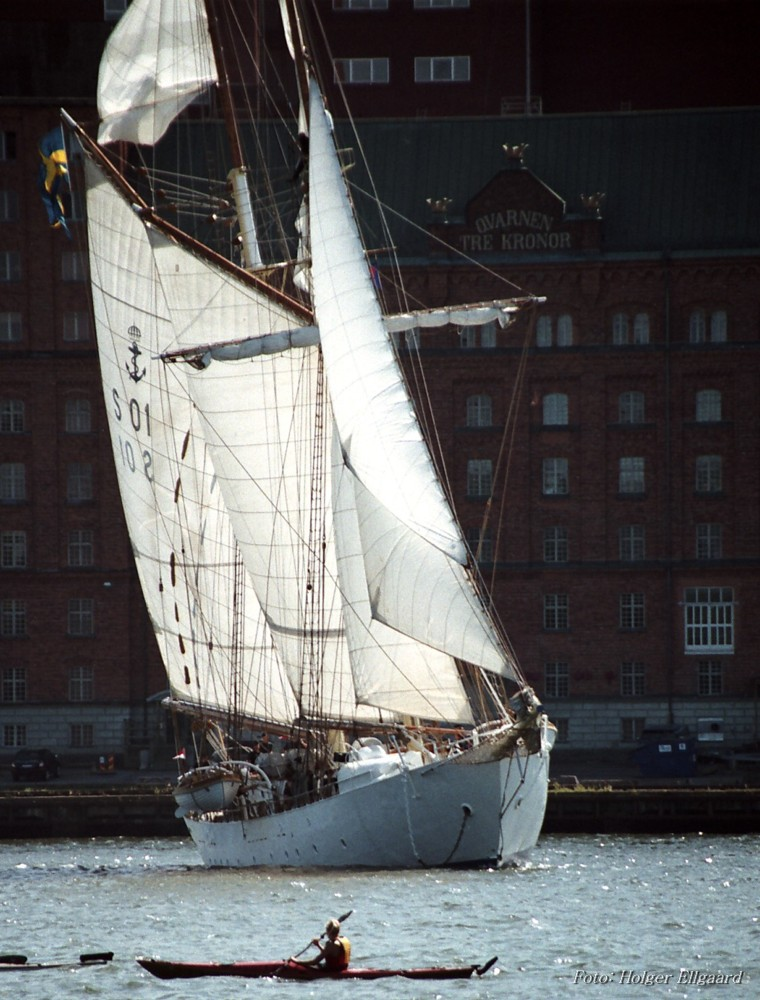
Gladan i Stockholms inlopp.
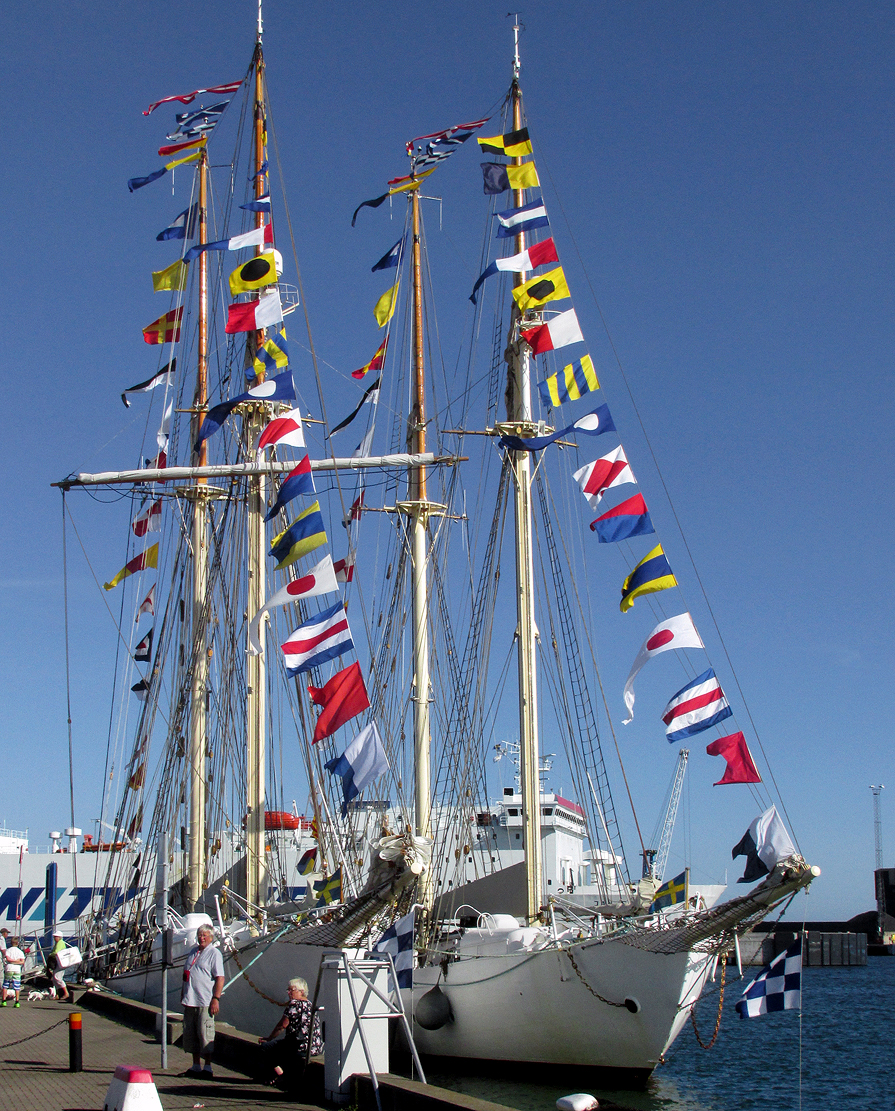
Gladan och Falken på besök i Ystad 5 augusti 2015.